# Kropidło (województwo małopolskie)
Kropidło – wieś w Polsce położona w województwie małopolskim, w powiecie miechowskim, w gminie Słaboszów.
W 1595 roku wieś położona w powiecie ksiąskim województwa krakowskiego była własnością starosty chęcińskiego Piotra Myszkowskiego. W latach 1975–1998 miejscowość administracyjnie należała do województwa kieleckiego.
| Miejscowość podstawowa | Identyfikator miejscowości | Nazwa Miejscowości | Rodzaj miejscowości |
| ---------------------- | -------------------------- | ------------------ | ------------------- |
| Kropidło               | 0268487                    | Burzyniec          | część miejscowości  |
| Kropidło               | 0268493                    | Gluzy              | część miejscowości  |
| Kropidło               | 0268501                    | Kropidło Nowe      | część miejscowości  |

## Historia
Kropidło, nazywane także w roku 1376 „Cropidlo”, „Cropillo”, 1377 „Cropitlo”, 1425 „Cropydlo”, 1426 „Cropithlo”, 1448 „Cropydla” wieś położona 15 km na wschód od Miechowa.
Pierwsze wzmianki o wsi pochodzą z XIV wieku.
Wieś była własnością szlachecką.
W latach 1376–1395 dziedzicem był Jan, Jaszek Kropidelski z Kropidła i jego żona Małgorzata
W roku 1519 dziedzicem jest Piotr Opaliński otrzymuje on z regestów kancelarii królewskich dokument Jana Olbrachta z 1497 r. na wieś Kropidło. W roku 1531 dziedzicami są bracia rodzeni nie podzieleni Jan i Przecław Gnojeńscy dzierżawcy Nieszkowa i Kropidła, a także Jan Ilikowski z Kropidła który odstępuje szlachcicowi Stanisławowi Dziaduskiemu sztygarowi żupy wielickiej wszystkie swe prawa do wsi Kropidła w powiecie ksiąskim. Z folwarku dziesięcina z prawa należała do plebana w Słaboszowie, lecz przez dziedzica klasztorowi augustianów w Książu Wielkim uiszczaną była. (Długosz, Lib. ben. I, 131, II, 76).
Według Słownika geograficznego Królestwa Polskiego wieś Kropidło w XV w. była w posiadaniu Jana Ilikowskiego, kmiecie z 16 łanów, karczma i 3 zagrodników oddawali dziesięcinę, wartości 12 grzywien, kanonikowi prebendy nadzowskiej, przy kościele katedralnym krakowskim istniejącej. Na początku XIX wieku dziedzicem jej był Wiktoryn hrabia Komorowski.
W wieku XIX Kropidło opisane zostało jako, wieś i folwark w powiecie miechowskim, gminie Nieszków, parafii Słaboszów, od zarządu gminnego w Słaboszowie wiorst 4.
Według spisu z roku 1827 domów było 15, mieszkańców 75.
W roku 1885 domów było 13, mieszkańców 183 (mężczyzn 76, kobiet 107), w tym żydów 16 (mężczyzn 6, kobiet 10).
Osad włościańskich było wówczas 16, z przestrzenią gruntów mórg 104. Folwark należy do dóbr Nieszków posiadając obszaru 592 mórg.